# 長項駅
長項駅（チャンハンえき）は、大韓民国忠清南道舒川郡馬西面徳岩里にある韓国鉄道公社の駅である。

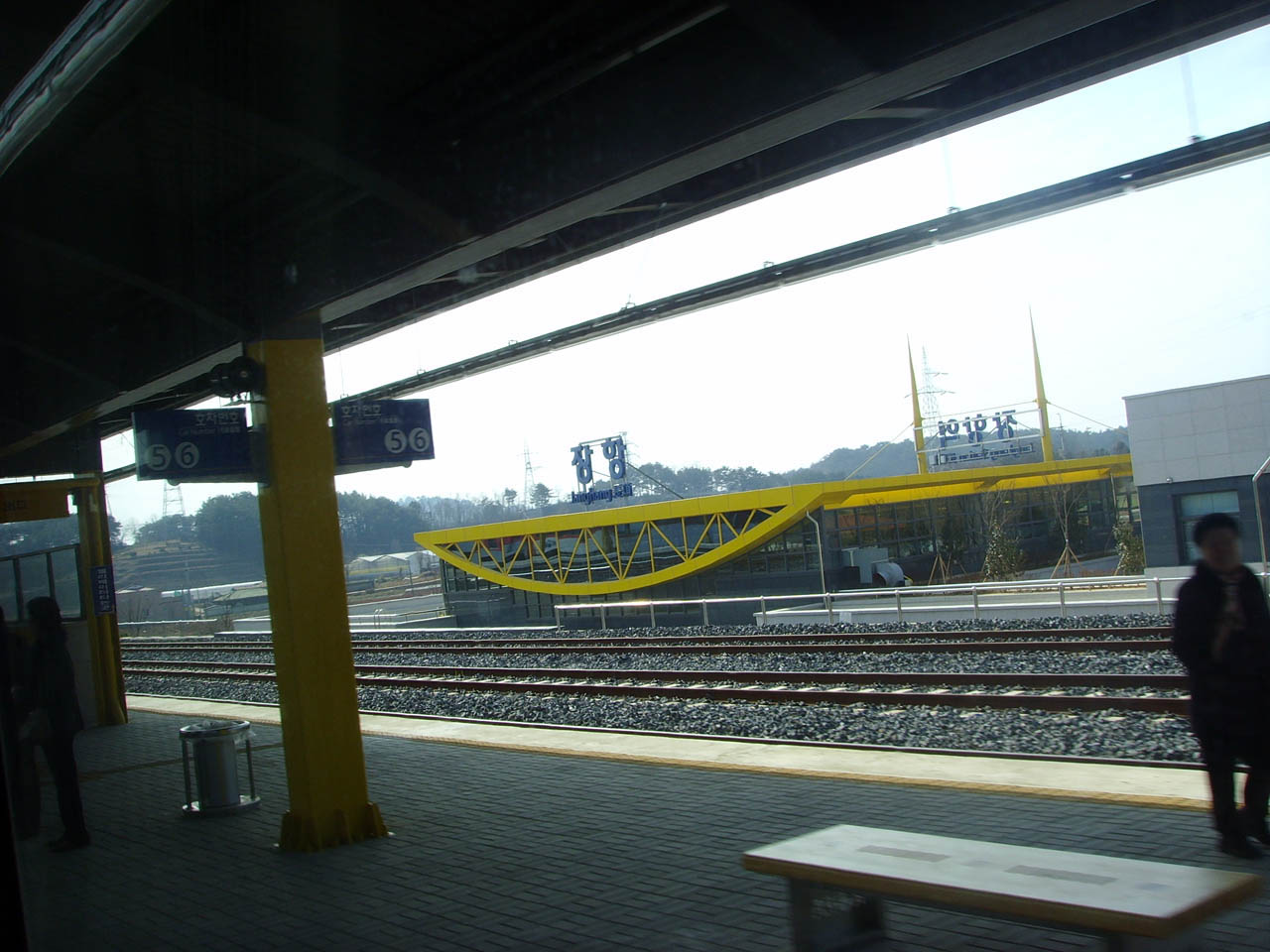
ホーム

## 利用可能な路線
- 韓国鉄道公社
  - 長項線
  - 長項貨物線（貨物線）

## 駅構造
- 島式ホーム2面4線の高架駅。

## 歴史
- 1930年11月1日 - 開業。当時は長項線の終着駅で、錦江対岸の群山駅へは渡し舟を使っていた。
- 2008年1月1日 - 錦江を渡る新線上へ移設。元の長項駅は長項貨物駅へ改称。

## 隣の駅
韓国鉄道公社
長項線
舒川駅 - 長項駅 - 群山駅
長項貨物線
長項駅 - 長項貨物駅